# Fauna (película de 2020)
Fauna (en español: Flora y fauna) es una película dramática mexicano - canadiense de 2020, dirigida por Nicolás Pereda. Una exploración del impacto de la cultura "narco" en la sociedad mexicana, la película está protagonizada por Luisa Pardo y Francisco Barreiro como Luisa y Paco, una pareja que viaja para visitar a sus padres cuando se reencuentran con el hermano separado de Luisa, Gabino (Lázaro Gabino Rodríguez).
Un extracto de la película se proyectó como parte de la sección "Works in Progress" del Festival Internacional de Cine de Los Cabos en 2019, y ganó el Premio Cinecolor México. La película completa se estrenó en el Festival Internacional de Cine de Toronto de 2020, donde recibió una mención de honor del jurado del premio Amplify Voices a la Mejor Película Canadiense.
La película fue incluida en la lista de los diez mejores de Canadá de fin de año de TIFF para largometrajes.